# The General Strike
The General Strike (в пер. с англ. «Всеобщая забастовка») — девятый студийный альбом американской панк-рок группы Anti-Flag, выпущен 20 марта 2012 года.

## Об альбоме
В июне 2011 года, Джастин Сейн объявил, что группа начала работать над материалом для своего девятого студийного альбома под рабочим названием, Magnum, который, как они надеялись, будет выпущен осенью.
The General Strike второй релиз группы на SideOneDummy Records. Первый сингл с альбома, «The Neoliberal Anthem» был представлен на странице группы в Facebook в январе 2012 года. На песню «This Is The New Sound» был снят клип.

## Список композиций
1. «Controlled Opposition» — 0:22
2. «The Neoliberal Anthem» — 3:18
3. «1915» — 2:52
4. «This Is The New Sound» — 2:46
5. «Bullshit Opportunities» — 2:36
6. «The Ranks of The Masses Rising» — 2:29
7. «Turn a Blind Eye» — 1:19
8. «Broken Bones» — 3:01
9. «I Don't Wanna» — 2:27
10. «Nothing Recedes Like Progress» — 2:18
11. «Resist» — 1:02
12. «The Ghosts of Alexandria» — 2:54

### Бонус треки
- «Wrong Color» – 2:44 (бонус на iTunes)
- Каждому пришедшему на одно из шоу в рамках The General Strike Record Release Tour, выдавали карту с кодом для скачивания Vans Presents: The General Strike EP. Он содержит три трека с альбома - The Neoliberal Anthem, This Is The New Sound, 1915 и два ранее неизданных трека, SKATE и Whistleblower.
- The General Strike EP-bonus tracks:

1. «Skate» — 1:18
2. «Whistleblower» — 2:39

## Участники записи
- Джастин Сейн — гитара, вокал
- Крис # 2 — бас-гитара, вокал
- Крис Хед — гитара, вокал
- Пэт Тетик — ударные